# Emilia Jones
Pour les articles homonymes, voir Jones.
 (novembre 2015).
Si vous disposez d'ouvrages ou d'articles de référence ou si vous connaissez des sites web de qualité traitant du thème abordé ici, merci de compléter l'article en donnant les références utiles à sa vérifiabilité et en les liant à la section « Notes et références ».
 (janvier 2024).
Emilia Jones est une actrice anglaise née le 23 février 2002 à Westminster, Londres.
Elle est notamment connue pour son rôle dans la série Locke and Key, de 2020 à 2022.

## Biographie
Emilia Jones est née le 23 février 2002 à Westminster, Londres. Ses parents sont Aled Jones (en), un présentateur et musicien et Claire Fossett. Elle a un frère, Lucas.

## Carrière
Elle commence sa carrière en 2011 dans la série Anubis, ainsi que les films Un jour et Pirates des Caraïbes : La Fontaine de Jouvence (où elle obtient un petit rôle).
En 2013, elle apparaît dans un épisode de Doctor Who et incarne Alice Ward dans la série Utopia. L'année suivante elle est au casting de Ce week-end-là... avec Rosamund Pike et David Tennant.
En 2015, elle obtient un petit rôle dans le film Youth de Paolo Sorrentino et apparaît dans un épisode Residue et Dans l'ombre des Tudors. L'année d'après, elle rejoint le casting d'High-Rise.
En 2017, elle tourne aux côtés de Dakota Fanning, Kit Harrington, Carice Van Houten et Guy Pearce dans Brimstone. Par la suite, elle incarne Beth Keller jeune dans le film Ghostland du français Pascal Laugier.
En 2019, elle est tête d'affiche avec Sienna Guillory dans le film Nuclear.
En décembre 2018, elle rejoint le casting principal de la série Locke and Key créée par Joe Hill, dans le rôle de Kinsey Locke. La série est diffusée depuis le 7 février 2020 sur Netflix. Il s’agit de l’adaptation des comics éponymes de Joe Hill et Gabriel Rodriguez.
En 2021, elle tient l'un des rôles principaux du remake américain de La Famille Bélier, intitulé Coda et réalisé par Sian Heder.

## Filmographie

### Cinéma
- 2011 : Pirates des Caraïbes : La Fontaine de Jouvence (Pirates of the Caribbean : On Stranger Tides) de Rob Marshall : une jeune fille
- 2011 : Un jour (One Day) de Lone Scherfig : Jasmine
- 2014 : Ce week-end-là... (What We Did on Our Holiday) d'Andy Hamilton et Guy Jenkin : Lottie
- 2015 : Youth de Paolo Sorrentino : Une jeune fille
- 2016 : High-Rise de Ben Wheatley : Vicky
- 2017 : Brimstone de Martin Koolhoven : Joanna
- 2018 : Ghostland de Pascal Laugier : Beth Keller jeune
- 2018 : Two for Joy de Tom Beard :
- 2018 : Patrick de Mandie Fletcher : Vikki
- 2019 : Horrible Histories : The Movie - Rotten Romans de Dominic Brigstocke : Orla
- 2019 : Nuclear de Catherine Linstrum : Emma
- 2021 : Coda de Sian Heder : Ruby Rossi
- 2023 : Cat Person de Susanna Fogel : Margot
- 2024 : Winner de Susanna Fogel : Reality Winner
- 2025 : The Running Man d'Edgar Wright

### Télévision

#### Séries télévisées
- 2011 : Anubis : Sarah Frobisher-Smythe jeune
- 2013 : Doctor Who : Merry
- 2013 - 2014 : Utopia : Alice Ward
- 2015 : Dans l'ombre des Tudors (Wolf Hall) : Anne Cromwell
- 2015 : Residue : Charlotte
- 2020 - 2022 : Locke and Key : Kinsey Locke

## Distinctions
| Année | Cérémonie ou récompense                           | Catégorie                                 | Film | Statut     | Ref    |
| ----- | ------------------------------------------------- | ----------------------------------------- | ---- | ---------- | ------ |
| 2021  | Chicago Film Critics Association                  | Most Promising Performer                  | CODA | Nomination | [ 2 ]  |
| 2021  | Detroit Film Critics Society                      | Best Breakthrough Performance             | CODA | Nomination | [ 3 ]  |
| 2021  | Gotham Independent Film Awards                    | Breakthrough Performer                    | CODA | Lauréat    | [ 4 ]  |
| 2021  | Greater Western New York Film Critics Association | Best Actress                              | CODA | Nomination | [ 5 ]  |
| 2021  | Greater Western New York Film Critics Association | Breakthrough Performance                  | CODA | Nomination | [ 5 ]  |
| 2021  | Indiana Film Journalists Association              | Best Actress                              | CODA | Nomination | [ 6 ]  |
| 2021  | Indiana Film Journalists Association              | Breakout of the Year                      | CODA | Nomination | [ 6 ]  |
| 2021  | Las Vegas Film Critics Society                    | Best Actress                              | CODA | Nomination | [ 7 ]  |
| 2021  | Las Vegas Film Critics Society                    | Youth in Film - Female                    | CODA | Lauréat    | [ 7 ]  |
| 2021  | North Texas Film Critics Association              | Best Newcomer                             | CODA | Nomination | [ 8 ]  |
| 2021  | Online Association of Female Film Critics         | Breakthrough Performance                  | CODA | Finaliste  | [ 9 ]  |
| 2021  | Utah Film Critics Association                     | Best Actress                              | CODA | Lauréat    | [ 10 ] |
| 2021  | Washington D.C. Area Film Critics Association     | Best Youth Performance                    | CODA | Nomination | [ 11 ] |
| 2022  | Alliance of Women Film Journalists                | Best Breakthrough Performance             | CODA | Lauréat    | [ 12 ] |
| 2022  | Austin Film Critics Association                   | Breakthrough Artist Award                 | CODA | Nomination | [ 13 ] |
| 2022  | British Academy Film Awards                       | Best Actress in a Leading Role            | CODA | Nomination | [ 14 ] |
| 2022  | Chicago Indie Critics                             | Best Actress                              | CODA | Nomination | [ 15 ] |
| 2022  | Critics' Choice Movie Awards                      | Best Young Actor/Actress                  | CODA | Nomination | [ 16 ] |
| 2022  | Georgia Film Critics Association                  | Breakthrough Award                        | CODA | Nomination | [ 17 ] |
| 2022  | Gold Derby Film Awards                            | Best Breakthrough Performer               | CODA | Nomination | [ 18 ] |
| 2022  | Hawaii Film Critics Society                       | Best Actress                              | CODA | Nomination | [ 19 ] |
| 2022  | Hollywood Film Critics Association                | Best Actress                              | CODA | Nomination | [ 20 ] |
| 2022  | Houston Film Critics Society                      | Best Actress                              | CODA | Nomination | [ 21 ] |
| 2022  | London Film Critics' Circle                       | Young British/Irish Performer of the Year | CODA | Nomination | [ 22 ] |
| 2022  | Minnesota Film Critics Alliance                   | Best Actress                              | CODA | Nomination | [ 23 ] |
| 2022  | Music City Film Critics Association               | Best Young Actress                        | CODA | Lauréat    | [ 24 ] |
| 2022  | North Carolina Film Critics Association           | Best Breakthrough Performance             | CODA | Nomination | [ 25 ] |
| 2022  | Online Film and Television Association            | Best Youth Performance                    | CODA | Lauréat    | [ 26 ] |
| 2022  | Online Film and Television Association            | Best Breakthrough Performance: Female     | CODA | Nomination | [ 26 ] |
| 2022  | San Diego Film Critics Society                    | Best Actress                              | CODA | Nomination | [ 27 ] |
| 2022  | San Diego Film Critics Society                    | Breakthrough Artist                       | CODA | Lauréat    | [ 27 ] |
| 2022  | Seattle Film Critics Society                      | Best Youth Performance                    | CODA | Lauréat    | [ 28 ] |